# Шпроти (консерви)
Шпро́ти в олії — консерви з копченої риби. Готуються зі свіжої або мороженої кільки завдовжки 7-12 см.

## Історія
Копчення та соління для зберігання риби застосовували здавна. Директор з маркетингу латвійської рибопереробної фірми «Каравела» Яніс Ендель припускає, що ідея укладати копчену рибу в бочки і заливати олією для тривалого зберігання з'явилася в XVIII столітті. Консервні заводи стали з'являтися в Європі в останній третині XIX століття, а перша згадка про виробництво шпротів у Ризі сягає 1890 року. Спочатку весь процес виробництва консервів проводився вручну, включаючи запаювання банок, шпроти коштували дорого і вважалися делікатесом. На початку ХХ століття фабрика купця Х. Бірманіса почала випускати апарати для герметизації бляшанок, що сприяло розширенню виробництва консервів, в тому числі воно почалося і на самій цій фабриці, яку в Латвії перекупив скандинав Арнольд Серенсен (Arnold Sørensen), а її емблемою стала чайка з рибкою в дзьобі, що дала назву бренду "Кайя" (чайка латиською)..
У Радянському Союзі виробництво шпрот стало масовим. На Балтиці їм переважно займалися риболовецькі колгоспи: ніжну кільку можна було перевозити на великі відстані без втрати якості.  
Перша редакція ГОСТу на шпроти була випущена в 1955 році .
У 1970-ті роки в Норвегії було автоматизовано копчення риби, що сприяло поширенню рибних виробництв по всьому Радянському Союзу, які закупили норвезьке обладнання. ГОСТи неодноразово змінювалися, а власне шпроти були поділені на три категорії: звичайні, великі та вищої якості. Було дозволено використовувати для шпрот, крім кільки, хамсу, дрібну тюльку, ловити рибу не тільки взимку, але і влітку. Після розпаду СРСР популярний продукт почали випускати приватні підприємці, не надто стурбовані дотриманням стандарту якості, і в торгівлі в 1993-1994 роках з'явилося безліч неякісної продукції, що підривала репутацію шпрот. Колишній технолог Центрального проєктно-конструкторського та технологічного бюро Головного управління рибної промисловості Західного басейну ("Заприба"), після розпаду СРСР - Інженерного центру «Лієдагс» Арніс Еклонс з групою колег вирішили захистити бренд і створили асоціацію «Ризькі шпроти» , що розробила єдиний стандарт якості цього продукту. Латвійський патент на ризькі шпроти був отриманий в 1995 році і відтоді його представляли на міжнародних виставках учасники асоціації єдиним фронтом під маркою «Ризькі шпроти» .

## Технологія виготовлення
Кільку нанизують на металеві пруття, які розташовуються на багатоярусних стелажах-візках і в такому вигляді вирушають в коптильну піч на п'ятнадцять хвилин, де в диму вільхової тирси рибки набувають золотистий колір. Потім рибку охолоджують, знімають з пруття, обрізають голови і хвости, вручну укладають в банки обов'язково животиками догори, щоб було видно, що продукт якісний, заливають олією, солять та залишають на 30 днів дозрівати. При цьому банки перевертають, щоб риба з усіх боків просочилася олією і рівномірно просолилася .
Банки закочують та стерилізують при 120 °C. Маса риби повинна складати не менше 70% від загальної чистої ваги консервів. Термін зберігання шпрот — 2.5 року, проте своїх смакових якостей вони не втрачають до 10 років .